# Lliga Asobal 2009-2010
La Lliga ASOBAL 2009-10, o Lliga Sabadell Atlántico per motius d'esponsorització, va tenir el mateix sistema de competició de les anteriors temporades, i va presentar les novetats del Lábaro Toledo BM que va debutar en la màxima categoria de l'handbol estatal, i el Frigoríficos Morrazo Cangas que hi va tornar després de tres temporades.
La temporada va començar a disputar-se el divendres 11 de setembre de 2009, amb el partit Fraikin BM Granollers - Cuenca 2016.

## Classificació
La classificació de la Lliga ASOBAL 2009-2010 fou la següent:
| Pos | Equip                        | J  | G  | E | P  | GF  | GC  | Dif  | Pts |
| --- | ---------------------------- | -- | -- | - | -- | --- | --- | ---- | --- |
| 1   | BM Ciudad Real (C)           | 30 | 30 | 0 | 0  | 959 | 736 | +223 | 60  |
| 2   | FC Barcelona-Borges          | 30 | 27 | 1 | 2  | 974 | 770 | +204 | 55  |
| 3   | Pevafersa Valladolid         | 30 | 22 | 2 | 6  | 883 | 765 | +118 | 46  |
| 4   | Reale Ademar León            | 30 | 18 | 4 | 8  | 881 | 806 | +75  | 40  |
| 5   | Naturhouse La Rioja          | 30 | 16 | 2 | 12 | 863 | 843 | +20  | 34  |
| 6   | Reyno de Navarra San Antonio | 30 | 16 | 2 | 12 | 914 | 865 | +49  | 34  |
| 7   | CAI BM Aragón                | 30 | 14 | 3 | 13 | 827 | 845 | -18  | 31  |
| 8   | Fraikin BM Granollers        | 30 | 12 | 3 | 15 | 884 | 879 | +5   | 27  |
| 9   | BM Alcobendas                | 30 | 10 | 5 | 15 | 828 | 872 | -44  | 25  |
| 10  | Cuenca 2016                  | 30 | 10 | 4 | 16 | 860 | 921 | -61  | 24  |
| 11  | Antequera 2010               | 30 | 10 | 4 | 16 | 824 | 856 | -32  | 24  |
| 12  | BM Torrevella                | 30 | 10 | 1 | 19 | 782 | 857 | -75  | 21  |
| 13  | JD Arrate                    | 30 | 8  | 3 | 19 | 814 | 911 | -97  | 19  |
| 14  | Lábaro Toledo BM (A)         | 30 | 8  | 2 | 20 | 832 | 914 | -82  | 18  |
| 15  | Octavio Pilotes Posada       | 30 | 7  | 1 | 22 | 803 | 899 | -96  | 15  |
| 16  | Frigoríficos Morrazo (A)     | 30 | 3  | 1 | 26 | 713 | 902 | -189 | 7   |

|  | Lliga de Campions               |
|  | Recopa d'Europa                 |
|  | Copa EHF                        |
|  | Descens a Divisió d'Honor Plata |
|  | (C) Campió Lliga 2009           |
|  | (A) Ascendits 2009              |

### Resum de la temporada
| Campió de la Lliga ASOBAL 2009-10 |
| --------------------------------- |
| BM Ciudad Real 5è títol           |

|  | Campió de lliga: BM Ciudad Real                                                                      |
|  | Campió de Copa del Rei: FC Barcelona-Borges                                                          |
|  | Campió de Copa ASOBAL: FC Barcelona-Borges                                                           |
|  | Jugaran l'EHF Champions League 2010/2011: BM Ciudad Real, FC Barcelona-Borges i Pevafersa Valladolid |
|  | Jugaran la Recopa 2010/2011: Reale Ademar León                                                       |
|  | Jugaran la Copa EHF 2010/2011: Naturhouse La Rioja i Reyno de Navarra San Antonio                    |
|  | Baixen a Divisió d'Honor Plata: Octavio Pilotes Posada i Frigoríficos Morrazo                        |
|  | Pugen de Divisió d'Honor Plata: Alser BM Puerto Sagunto i Rayet BM Guadalajara                       |

## Set ideal
Set triat pels usuaris del lloc web de la Lliga ASOBAL.
| Posició          | Jugador           | Equip          |
| ---------------- | ----------------- | -------------- |
| Porter           | Arpad Šterbik     | BM Ciudad Real |
| Extrem esquerre  | Juanín García     | FC Barcelona   |
| Lateral esquerre | Jerome Fernandez  | BM Ciudad Real |
| Central          | Raúl Entrerríos   | BM Valladolid  |
| Lateral dret     | Laszlo Nagy       | FC Barcelona   |
| Extremo dret     | Luc Abaló         | BM Ciudad Real |
| Pivot            | Julen Aguinagalde | BM Ciudad Real |

- Millor jugador
  -  Julen Aguinagalde, BM Ciudad Real

- Millor defensor
  -  Didier Dinart, BM Ciudad Real

- Millor debutant
  -  Augustas Strazdas, Lábaro Toledo BM

- Millor entrenador
  -  Jota Gonzalez, Naturhouse La Rioja